# Oriole à gros bec
Icterus gularis
Espèce
Statut de conservation UICN

 LC  : Préoccupation mineure
L'Oriole à gros bec (Icterus gularis), appelé également Oriole à gorge noire et Oriole d'Altamira, est une espèce d'oiseaux vivants en Amérique centrale et au sud de l'Amérique du Nord.

## Répartition

Répartition de l'Oriole à gros bec
(l'extrême sud du Texas n'est pas représenté).

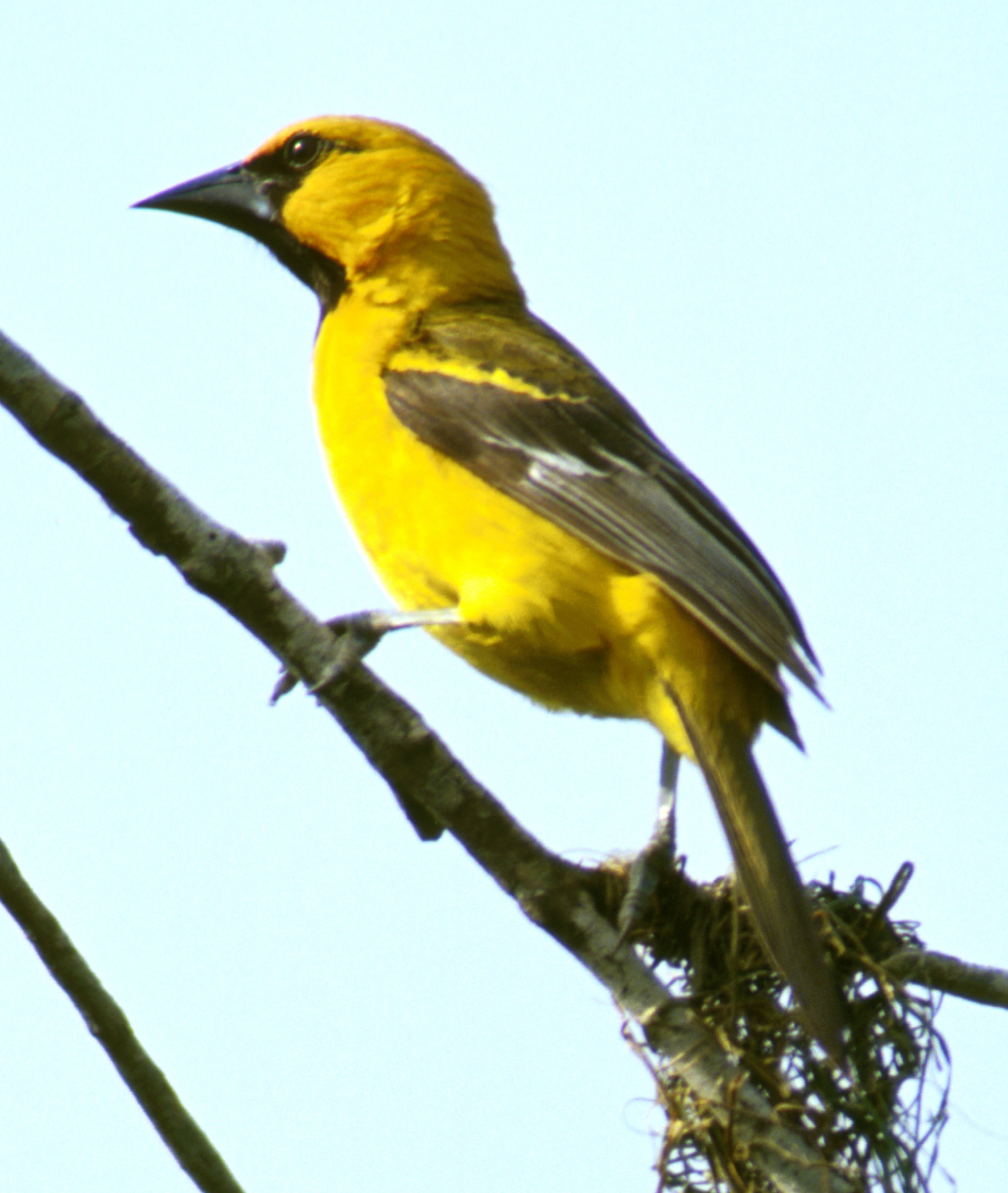

## Sous-espèces
D'après la classification de référence du Congrès ornithologique international (version 6.2, 2016) :
- I. g. tamaulipensis Ridgway, 1901 - sud du Texas jusqu'à l'est du Mexique
- I. g. yucatanensis von Berlepsch, 1888 - sud-est du Mexique et nord du Belize
- I. g. flavescens Phillips, AR, 1966 - sud-ouest du Mexique
- I. g. gularis (Wagler, 1829) - sud-ouest du Mexique jusqu'au Salvador
- I. g. troglodytes Griscom, 1930 - sud du Mexique à l'ouest du Guatemala
- I. g. gigas Griscom, 1930 - sud du Guatemala et Honduras